# Encephalartos umbeluziensis
Encephalartos umbeluziensis R.A.Dyer, 1951 è una pianta appartenente alla famiglia delle Zamiaceae, diffusa nell'eSwatini e in Mozambico.

## Descrizione
È una cicade acaule, con fusto sotterraneo, lungo sino a 30 cm e con diametro di 25 cm.

Le foglie, da 2 a 5, pennate, lievemente arcuate, sono lunghe 1–2 m, sorrette da un picciolo sottile, lungo 5–10 cm; sono composte da numerose paia di foglioline lanceolate, coriacee, lunghe sino a 30 cm, con 1 spina sul margine superiore e 1-3 spine su quello inferiore.

È una specie dioica, con esemplari maschili che presentano da 1 a 4 coni subcilindrici, peduncolati, lunghi 25–35 cm e larghi 6–8 cm, di colore da verde oliva a giallastro, ed esemplari femminili con 1-4 coni cilindrici, lunghi 25–30 cm e larghi 12–15 cm, dello stesso colore di quelli maschili.

I semi sono grossolanamente ovoidali, lunghi 2,5-3,5 cm, ricoperti da un tegumento bruno.

## Distribuzione e habitat
L'areale di questa specie è ristretto alla valle del fiume Umbeluzi, un corso d'acqua che nasce nell'eSwatini, quasi al confine con il Sudafrica, e si dirige ad est verso il Mozambico.

## Biologia
Al pari di altre specie di cicadi, E. umbeluziensis si è dimostrato in grado, in seguito a un trauma fisico o ad esposizione a temperature molto rigide, di andare incontro ad un cambio spontaneo di sesso.

## Conservazione
Per la ristrettezza del suo areale (circa 336 km²) e la esiguità della popolazione, la IUCN Red List classifica E. umbeluziensis come specie in pericolo di estinzione (Endangered).

La specie è inserita nella Appendice I della Convention on International Trade of Endangered Species (CITES)